# You FM
You FM (Eigenschreibweise YOU FM) ist ein Hörfunkprogramm des Hessischen Rundfunks. Programmleiter ist seit September 2011 Jan Vorderwülbecke, der dem Gründungs-Programmchef Jan Weyrauch nachgefolgt ist. Station-Voice ist Stuart Roberts, Character-Voice ist Siri Nase.

## Geschichte
Bis zum 31. Dezember 2003 war der Sender unter der Bezeichnung hr XXL bekannt und wurde vor allem wegen der XXL Clubnights über Hessen hinaus bei Anhängern der Club-Szene geschätzt. Im Zuge eines Imagewechsels wollte man das Image des „Techno-Senders“, der man ohnehin schon lange nicht mehr war, endgültig loswerden und nannte sich seit dem 1. Januar 2004 You FM. Ab Herbst 2012 verwendete You FM den Slogan „Music like me“. Es war möglich, bei jedem laufenden Song auf der Internetseite oder einer eigenen mobilen App mit „Like“ oder „Dislike“ abzustimmen und somit Einfluss auf die Playlist zu nehmen.
Das Sendeschema wurde dabei ebenso verändert; beispielsweise fielen die Sendungen Charts und Roadshow weg, am Samstagabend You FM Press Play. Zwischen 2014 und 2016 übernahm der Sender die Sendung Sanft & Sorgfältig von Radio Eins, bis zur Einstellung der Sendung durch den rbb. Bis Mitte 2018 sendete You FM Tag und Nacht durchgehend mit eigenem Programm, wobei zwischen 1:00 und 5:30 Uhr nicht moderierte, sondern ausschließlich Musik von der Playlist gespielt wurde. Seit Anfang Juli 2018 wird in den Nachtstunden das jüngste ARD-Gemeinschaftsprogramm „Die junge Nacht der ARD“ gesendet. Montags bis freitags von 0 Uhr bis 5 Uhr und am Wochenende von 1 Uhr bis 6 Uhr.
Der Slogan „Music like me“ wurde im September 2020 durch den Claim „Wir feiern euch“ ersetzt. Zusätzlich kommt der Claim „Feelgood Music“ hinzu.
Im Rahmen der von der Rundfunkkommission geforderten ARD-weiten Reformpläne zur Reduktion der Hörfunkprogramme soll You FM im Jahr 2027 zugunsten einer gemeinsamen Jugendwelle eingestellt werden. You FM soll mit Dasding (SWR) und Unserding (SR) zusammengelegt werden, dabei soll „Dasding“ als Leitmarke erhalten bleiben.

## Programm
You FM bietet ein crossmediales Angebot, das sich an junge Erwachsene wendet. Das Programm besteht aus aktuellen Informationen, Musik aus verschiedenen Genres, Comedy, Talk, Höreraktionen und Gewinnspielen. Man präsentiert Konzerte und Partys und interagiert mit ihnen über die großen sozialen Netzwerke. Die Hörer bestimmen mit ihren Likes und Dislikes die Musik-Playlist mit.
Die Moderatoren Timo Killer und Benne Schröder starten um 5 Uhr mit „Die Good Morning Show“ in den Tag.
Von 10 bis 14 Uhr bietet die „Worktime“ Musik, aktuelle Trends und Informationen, „damit ihr in der Mittagspause mitreden könnt“./Die Leni Eckstein Show.
Um 14 Uhr folgt „Die Kadda Lentz Show“ / „Die Marvin Fischer Show“ (im 14-tägigen Wechsel) mit einem Mix aus Musik, Informationen und Unterhaltung.
Und ab 18 Uhr läutet „am Abend“ oder der „On Fire Abend mit Jonny“ den Feierabend ein.
Von Montag- bis Donnerstagabend heißt es dann jeweils von 20 bis 22 Uhr „Wir feiern euch“, freitags gibt es den „Feelgood Friday“ und am Samstagabend von 20 Uhr bis 2 Uhr die BigCityBeats.
Die „News“, eigen produzierte Nachrichten aus Hessen und der Welt, informieren mit Reportagen, Hintergrund- und Korrespondentenberichten über das aktuelle Geschehen. In den Abendstunden nach 22 Uhr wird das Programm durch Talkformate, Podcasts und musikjournalistische Format ergänzt.
Seit Juni 2021 präsentiert Simon Vogt das von You FM für YouTube entwickelte Format „Deutschrap ideal“ jeden Donnerstagabend ab 22 Uhr auch im Radio. Passend zu Simon Vogts Interviews mit bekannten deutschsprachigen Rappern präsentiert DJ Kitsune Hip Hop Beats „von Oldschool Boom Bap bis Afro-Trap“.

## Senderlogos

Logo von 2004 bis 2012
Logo von 2012 bis 2016
Logo von 2016 bis 2020
Logo seit 31. August 2020

## Reichweite
Laut der Media-Analyse aus dem Juli 2021 hören durchschnittlich 254.000 Menschen pro Tag das Programm von You FM, der Sender erreicht 87.000 Hörer in der Durchschnittsstunde. Damit liegt You FM bei der Stundenreichweite vor dem direkten Konkurrenten Planet Radio (74.000 pro Stunde).

## Empfang
You FM kann über UKW und DAB+ flächendeckend in Hessen sowie in Teilen der angrenzenden Bundesländer empfangen werden. Im Februar 2013 wurden einige Frequenzen des Kulturprogramms hr2-Kultur auf die Infowelle hr-info und You FM übertragen, so z. B. in Südhessen mit der ehemaligen hr2-Frequenz 95,3 MHz. Seitdem ist der Empfang über UKW nicht mehr nur auf Nordhessen sowie Ballungsgebiete beschränkt. Der private Rundfunkbetreiber Hit Radio FFH sprach von „Taschenspielertricks des hr, um sich technisch in Vorteil zu bringen“ und verlangte eine rechtliche Prüfung der überraschenden Frequenzänderung. Diese Auffassung wurde vom Gesetzgeber nicht bestätigt.
Weiterhin ist You FM in Hessen über das analoge Kabelnetz und in einigen Teilen von Deutschland auch über das digitale Kabelnetz (DVB-C) zu empfangen. Ebenso kann man den Sender über DVB-S hören.

## RDS
Wie alle Sender des Hessischen Rundfunks nutzt auch You FM beim RDS die Funktion des dynamischen RDS-PS und sendet in der Regel den Sendernamen, sowie den gespielten Titel mit Interpret und unregelmäßig auch Telefonnummern (z. B. Abruf von Verkehrsstaus).

## Moderatoren
- Sebastian Filipowski
- Marvin Fischer
- Sina Gold
- Kim Horbach
- Timo Killer
- Katharina „Kadda“ Lentz
- Jonathan „Jonny“ Lingner
- Andrea Losleben
- Tiffany Annie Mae Meiser
- Nico Potzkai
- Christian von Scheve
- Vivian Schneider
- Benne Schröder
- Simon Vogt
- Julia Kiem Reck
- Noel Schmidt
- Urs Köhler[13]
- Frank Seckler[14]
- Ilyas Mokhlis[15]
- Isabelle Ihden[16]

Ehemalige Moderatoren (Auswahl):
- Andreas Bursche
- Erci Ergün
- Jule Gölsdorf
- Rob Green
- Daniel Hartwich
- Johannes Sassenroth
- Freddie Schürheck
- Marcel Wagner